# Fernando Morientes
Fernando Morientes Sánchez (IPA: [ferˈnando moˈɾjentes ˈsantʃeθ]), španski nogometaš in trener, * 5. april 1976, Cáceres, Španija.
Morientes je pretežni del kariere igral v španski ligi, kjer je v petnajstih sezonah odigral 337 prvenstvih tekem in dosegel 124 golov. Med letoma 1996 in 2005 je z Real Madridom osvojil Ligo prvakov v letih 1998, 2000 in 2002, interkontinentalni pokal v letih 1998 in 2002, evropski superpokal leta 2002, naslov španskega državnega prvaka v sezonah 2000/01 in 2002/03 ter španski superpokal v letih 1997, 2001 in 2003. Med letoma 2005 in 2006 je igral za Liverpool, s katerim je osvojil FA pokal leta 2006 ter evropski superpokal leta 2005. V sezoni 2003/04 je bil najboljši strelec Lige prvakov in izbran za najboljšega napadalca sezone s strani UEFA.
Za špansko reprezentanco je odigral 47 uradnih tekem, na katerih je dosegel 27 golov. Nastopil je na svetovnih prvenstvih v letih 1998 in 2002, Evropskem prvenstvu 2004 ter Olimpijskih igrah 1996.